# Совинфильм
Совинфи́льм — всесоюзное объединение по совместным постановкам кинофильмов и оказанию производственно-творческих услуг зарубежным киностудиям и кинофирмам, внешнеторговое объединение в системе Госкино СССР, созданное в 1968 году с целью организации связей с киноорганизациями и фирмами зарубежных стран по производству совместной кинопродукции как за рубежом, так и на территории СССР. В 2002 году прекратило существование как государственная организация и стало частной кинокомпанией под руководством Александра Константиновича Сурикова, возглавлявшего «Совинфильм» с 1979 года.
В содружестве с кинематографиями социалистических стран «Совинфильм» на договорной основе организовывал производство игровых, документальных, научно-популярных и мультипликационных фильмов. Использовал мощности и творческий потенциал всех 39 советских киностудий для выполнения заказов зарубежных партнёров на территории СССР, организовывал работу советских съёмочных групп за рубежом, продвижение советского кино на кинофестивалях и международных кинорынках.
«Совинфильм» был продюсером более 500 международных игровых, документальных и мультипликационных проектов. Кинокомпания располагает собственной производственной базой и систематизированным кино- и видеоархивом, от чёрно-белой военной кинохроники до современных материалов в формате HD.

## История
В 1968 году Совет министров СССР своим решением создал Всесоюзное внешнеторговое объединение «Совинфильм», которому была делегирована монопольная функция посредничества между советскими и зарубежными киностудиями по совместному кинопроизводству и оказанию производственных и творческих услуг. Это позволяло государству контролировать затраты на проведение съёмок за рубежом и оптимизировать их за счёт профессионального управления. Советские студии оплачивали работы через «Совинфильм» в рублях, а он рассчитывался с подрядчиками и выплачивал съёмочным группам командировочные и суточные в валюте за счёт лимитов Управления внешних сношений Госкино СССР.
С 1968 по 1988 год было реализовано более 500 международных проектов, в рамках которых СССР вместе практически со всеми кинематографическими странами мира при использовании 39 собственных киностудий создал ряд фильмов, среди которых оскароносный «Дерсу Узала» (СССР — Япония, режиссер Акира Куросава), «Ватерлоо» (Италия — СССР, режиссёр Сергей Бондарчук), «Война и люди» (СССР — Япония, режиссёр Ямамото), игровая киноэпопея «Освобождение» (режиссёр Юрий Озеров, Россия), документальный сериал «Великая Отечественная /Неизвестная война» (СССР — США, художественный руководитель и режиссёр Роман Кармен, ведущий Берт Ланкастер), лауреат премии Эмми «Петр Великий» (СССР — США, режиссёр Марвин Дж. Хомский), «Ностальгия» (СССР — Италия, режиссёр Андрей Тарковский), «Очи черные» (СССР — Италия, режиссёр Никита Михалков, в главной роли Марчелло Мастроянни), «Анна Павлова» (СССР — Великобритания, режиссёр Эмиль Лотяну), «Тегеран-43» (СССР — Франция — Швейцария, режиссеры Александр Алов и Владимир Наумов, в главной роли Ален Делон.

### Союзкиносервис
В 1988 году в соответствии с решением Правительства СССР Всесоюзное внешнеторговое объединение «Совинфильм» было преобразовано в государственное предприятие «Союзкиносервис», получившее право самостоятельного производства кино- и видеопродукции, в том числе без использования производственных мощностей крупнейших киностудий страны.
Его первой работой стал сложный постановочный телефильм «Аляска Кид» по роману Джека Лондона, созданный совместно с ФРГ: 13 серий по 52 минуты.
Для фильмов «Трудно быть богом» (ФРГ), «Вне времени» (США), «Пётр Великий» (США) госпредприятие построило самые масштабные декорации в Европе.
«Союзкиносервис» продюсировал игровые фильмы «Великий полководец маршал Жуков» режиссёра Юрия Озерова, «Разбойники» режиссёра Отара Иоселиани, российско-британский документальный сериал «Россия в войне. Кровь на снегу».
Одним из крупнейших проектов периода перестройки мог стать фильм итальянского режиссера Сержио Леоне о блокадном Ленинграде, однако он не был реализован из-за внезапной смерти автора.
Впервые российская организация создала в Голливуде собственную компанию Film Service Corporation, которую представлял авторитетный юрист Эрик Вайсман.
Также впервые в истории международного сотрудничества российских организаций с зарубежными «Союзкиносервису» удалось убедить западные страховые компании предоставлять гарантию (Completion Bond) на съёмки картин в России.

### Частный «Совинфильм»
В 2002 году госпредприятие «Союзкиносервис» учредило частную компанию ООО «Совинфильм», в которой акционерами стали бывшие работники этого предприятия. Частной компании был передан уникальный архив кинодокументов продолжительностью более 180 часов, охватывающий Первую и Вторую мировые войны, холодную войну, освоение космоса, историю оборонных предприятий и российского оружия, науки, биографии ведущих генеральных конструкторов и государственных деятелей России и мира, разведку, искусство, крупнейшие мировые события, спорт.
«Совинфильм» имеет собственное оборудование для съёмок и постпроизводства, помещения в центре Москвы.

## Руководители
1968—1978 — Отари Владимирович Тенейшвили.
1979—1988, затем руководитель госпредприятия и частной компании — Александр Константинович Суриков.

## Фильмы

### Награждённые
Фильмы, созданные в кинокомпании Совинфильм, удостоены ряда крупных, как отечественных, так и международных наград:
- Оскар (США) (за фильм «Дерсу Узала» 1975 режиссёра А. Куросава);
- Ленинская премия (присуждена создателям цикла «Великая Отечественная», или «Неизвестная война» (англ. The Unknown War) в 1980 году. Этот фильм также получил награды на международных кинофестивалях в Лейпциге и Москве;
- Эмми (США; за фильм «Пётр Великий» режиссёров Марвина Дж. Хомского и Лоуренса Шиллера);
- Венецианский лев (Италия; за фильм «Разбойники. Глава VII» режиссёра О. Иоселиани);
- Приз за лучшую режиссуру Каннского кинофестиваля (режиссёру А. Тарковскому за фильм «Ностальгия»);
- Гран-при МКФ в Белграде (за советско-индийский фильм «Али-Баба и сорок разбойников»);
- Приз «Золотой астероид» на МКФ в Триесте (за советско-польский фильм «Дознание пилота Пиркса»);
- Премия Национальной Академии кинематографических искусств и наук «Золотой орел» (за фильм «С Романом Карменом… путешествие в молодость» 2006 г. режиссёра В. Лисаковича)[6]
- Гран-при Международного кинофестиваля «Кино-детям» (за фильм «Эшелоны идут на восток»[7], 2015, режиссёр А. Дутов)

### Избранные[8]
- 1976 — Синяя птица — совместно с США; режиссёр — Джордж Кьюкор.
- 1981 — Мария, Мирабела (рум. Maria, Mirabella) — совместно с Румынией; режиссёр — Ион Попеску-Гопо.
- 1983 — Академия пана Кляксы (пол. Akademia pana Kleksa) — совместно с Польшей; режиссёр — Кшиштоф Градовский.
- 1984 — Фавориты луны (фр. Les favoris de la lune) — совместно с Францией; режиссёр — Отар Иоселиани.
- 1984 — Лев Толстой — совместно с Чехословакией; режиссёр — Сергей Герасимов.
- 1985 — И на камнях растут деревья — совместно с Норвегией; режиссёры — Станислав Ростоцкий и Кнут Андерсен.
- 1986—1987 — Приключения пингвинёнка Лоло — совместно с Японией, мультфильм в трёх частях.
- 1987 — Мио, мой Мио — совместно со Швецией; режиссёр — Владимир Грамматиков.
- 1988 — Убить дракона — совместно с ФРГ; режиссёр — Марк Захаров.
- 1988 — Узник замка Иф (мини-сериал) — совместно с Францией; режиссёр — Георгий Юнгвальд-Хилькевич.
- 1989 — Трудно быть богом — совместно с ФРГ; режиссёр — Петер Фляйшман.